# História islâmica do Iêmen

A Idade dos Califas
Nos termos do profeta Maomé, 622-632
Sob o Califado Patriarcal, 632-661
Sob o Califado Omíada, 661-750

O Islã veio para o Iêmen em torno de 630 durante a vida de Maomé e do domínio do governador persa Badhan. Posteriormente, o Iêmen foi governado como parte do califado árabe-islâmico, e o Iêmen se tornou uma província do império islâmico.
Têxteis iemenitas, há muito reconhecidas pela sua excelente qualidade, mantiveram seu prestígio e foram exportadas para uso da elite abássida, incluindo os califas. Os produtos de Aden e Sanaa são especialmente importantes do comércio têxtil no Leste-Oeste.
O antigo Iêmen do Norte ficou sob controle dos imãs de várias dinastias geralmente da seita Zaidi, que estabeleceu uma estrutura política teocrática que sobrevive até os tempos modernos.
Califas egípcios sunitas ocuparam muito do Iêmen do Norte em todo o século XI, mas o controle local foi exercido por famílias que incluía os Zayidis, os Najahids, os Sulayhids, os Ayyubis egípcios e os Rasulids turcomanos. A mais importante dinastia, fundada em 897 por Yayha bin Husayn bin Qasim ar-Rassi, foram os Zaydis de Sa'da, cuja dinastia xiita durou até o século XX como imãs do Iémen.
Por meados do século XV na cidade de al-Moka, na costa do mar Vermelho, tornou-se o mais importante porto exportador de café do mundo. Para um período posterior a 1517, e novamente no século XIX, o Iêmen do Norte foi uma parte nominal do Império Otomano, apesar do poder real permanecer com os imãs Zaydi.

## Os quatro califas justamente indicados (632 - 750 DC)
Os iemenitas estavam na vanguarda das tropas islâmicas invasoras e receberam importantes tarefas. Eles transmitiram conhecimentos durante sua participação nas tropas islâmicas, ajudando na construção de cidades, fortalezas e castelos, além de terem transmitido outras habilidades. O envolvimento do Iêmen nestes eventos não cessou durante estes califados. Neste período, o Iêmen estava dividido em três regiões: Sana, Al-Ganad (em Taiz) e Hadramote.